# Philodromus cayanus
Philodromus cayanus là một loài nhện trong họ Philodromidae.
Loài này thuộc chi Philodromus. Philodromus cayanus được Władysław Taczanowski miêu tả năm 1872.